# Пурэвдоржийн Сэрдамба
Пурэвдоржийн Сэрдамба (18 апреля 1985, Улан-Батор) — монгольский боксёр первой наилегчайшей весовой категории, выступает за сборную Монголии с середины 2000-х годов. Серебряный призёр летних Олимпийских игр в Пекине, чемпион мира, чемпион Азии, чемпион студенческого мирового первенства, многократный победитель национального чемпионата.

## Биография
Пурэвдоржийн Сэрдамба родился 18 апреля 1985 года в городе Улан-Батор. Впервые попал во взрослую сборную Монголии в 2005 году, съездил с ней на чемпионат мира в Маньян, однако по причине нехватки опыта уже во втором матче проиграл венгру Палу Бедаку — судьи зафиксировали счёт 30:15. Первого серьёзного успеха на ринге добился в 2006 году, когда на студенческом чемпионате мира в Алма-Ате выиграл в первом наилегчайшем весе бронзовую медаль. Год спустя он победил на домашнем чемпионате Азии и благодаря череде удачных выступлений удостоился права защищать честь страны на летних Олимпийских играх 2008 года в Пекине, где завоевал серебро, проиграв лишь китайцу Цзоу Шимину.
На мировом первенстве 2009 года в Милане Сэрдамба одолел всех своих соперников, в том числе чемпиона Европы Давида Айрапетяна в финале, и стал чемпионом мира. В следующем сезоне выиграл чемпионат мира среди студентов, а ещё через год занял третье место на мировом первенстве в Баку. Оставаясь лидером сборной, без проблем прошёл квалификацию на Олимпиаду 2012 года в Лондоне, однако уже во втором своём матче на турнире со счётом 11:16 уступил индийскому боксёру Девендро Сингху.
За свою карьеру Сэрдамба дважды принимал участие в Азиатских играх, но в обоих случаях не смог пробиться в число призёров: в 2006 году в Дохе его выбил казахстанский боксёр Мират Сарсембаев, тогда как в 2010-м в Гуанчжоу он проиграл ещё одному представителю Казахстана Биржану Жакыпову.